# 棕色蛇石首魚
棕色蛇石首魚為輻鰭魚綱鱸形目鱸亞目石首魚科的其中一種，分布西南大西洋的烏拉圭及阿根廷海域，棲息在沿海海域。